# Carlos Soublette (Guarico)
Carlos Soublette es una parroquia del Estado Guárico, en el Municipio José Tadeo Monagas, con la capital de Sabana Grande de Orituco, en los Llanos Orientales. Fue fundada el 26 de febrero de 1912, tiene una población de 9.093 habitantes. La población se le considera satélite por su cercanía a la Ciudad de Altagracia de Orituco, la separación entre ambas parroquias es de 6 kilómetros.
Está ubicada al Nor-Este de Altagracia de Orituco, en el Sur de las últimas estribaciones de la Serrania del Interior, a 66°9′ Longitud Oeste y 9°55′ de Latitud Norte, a 500 m s. n. m. Su temperatura promedio anual es de 24,5 °C.

## Historia

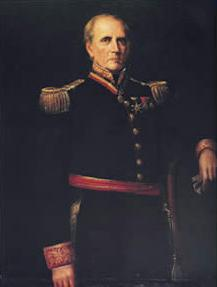
General Carlos Soublette.

El 26 de febrero de 1912 la Asamblea Legislativa del Estado Guarico con sede en la ciudad de Calabozo presidida por el Dr. Pedro María Arévalo Cedeño mediante un acuerdo discutido en dicha asamblea crea la parroquia Carlos Soublette con Sabana Grande de Orituco como su capital en el Municipio José Tadeo Monagas.

## Transporte urbano
El sistema de transporte público en la ciudad de Altagracia de Orituco es compartido con su poblaciones dormitorias; suele ser deficiente en cuanto a calidad del servicio.

## Servicios básicos
La población cuenta con una buena infraestructura de servicios a todos los niveles, como son: acueductos, electricidad, red de gas, teléfono, correo, telégrafo, educación básica, educación media y universitaria, aseo urbano, sistema de sanidad, transporte, especialmente en lo que se refiere a la zona urbana de Altagracia de Orituco, capital del municipio.

## Centros Educativos
En la población hay pocos centros educativos los cuales todos son de educación pública.
- Escuela Básica Bolivariana GC-21 Arenitas
- Escuela Básica GC-45 Oruz de Parmalito
- Escuela Unitaria N.º 5 Tucupido Aragort
- Unidad Educativa Bolivariana Dr. Pedro María Arévalo